# Urgellet
L'Urgellet és un territori històric i una comarca natural de Catalunya que es troba als Pirineus, concretament a la comarca de l'Alt Urgell (l'Alt Urgell comprèn el Baridà, l'Urgellet i el sector meridional, al sud del grau d'Oliana, amb les riberes d'Oliana i de Bassella).
El territori de l'Urgellet correspon a quasi tota la comarca catalana de l'Alt Urgell, exceptuant-ne la part més oriental (el Baridà) i el sector meridional. L'estret de Mollet constitueix el límit natural entre l'Urgellet i el Baridà.
La història de l'Urgellet està molt relacionada amb la Sedes Urgelli (la Seu d'Urgell), el bisbat d'Urgell i el comtat d'Urgell. En el darrer cas, l'Urgellet és el territori que origina el comtat, amb capital a la Seu d'Urgell, i que s'amplià cap al sud fins a arribar a les comarques de l'Urgell i el Pla d'Urgell, entre d'altres. Per aquesta raó, alguns pobles i dues comarques de la plana de Lleida contenen el nom d'Urgell que té l'origen en l'Urgellet.
El topònim Urgell segons el lingüista Joan Coromines, és d'origen preromà. Aquest mateix autor interpreta que el significat es relacionaria amb la presència d'aigua, cosa que és versemblant si es té present l'origen específicament pirinenc del topònim. Deriva de la base primitiva d'arrel basca: Urtx (Urtx + ellu = Urgell; Urgell + ittu = Urgellet).

## Municipis de l'Urgellet
- Alàs i Cerc
- Arsèguel
- Cabó
- Cava (Cava i Ansovell)
- Coll de Nargó (Coll de Nargó, Sallent de Nargó, les Masies de Nargó, Montanissell i Valldarques)
- Estamariu
- Fígols i Alinyà
- Josa i Tuixén
- Montferrer i Castellbò
- Organyà
- Ribera d'Urgellet
- La Seu d'Urgell
- Les Valls d'Aguilar
- Les Valls de Valira
- La Vansa i Fórnols

### La resta de municipis de l'Alt Urgell

El Baridà (blau) respecte a les comarques de l'Alt Urgell (tons grocs: separació entre l'Urgellet i el sector meridional) i la Baixa Cerdanya (to verdós)

- Bassella
- Cava (el Querforadat)
- Coll de Nargó (Gavarra)
- Oliana
- Peramola
- El Pont de Bar